# Argenvilliers
 Argenvilliers  es una población y comuna francesa, en la región de  Centro, departamento de Eure y Loir, en el distrito de Nogent-le-Rotrou y cantón de Nogent-le-Rotrou.

## Demografía
| 423 | 388 | 363 | 330 | 301 | 333 |
| Para los censos de 1962 a 1999 la población legal corresponde a la población sin duplicidades (Fuente: INSEE [Consultar]) |     |     |     |     |     |